# Cegła (Kulczyzna)
Cegła – kolonia wsi Kulczyzna w Polsce położona w województwie świętokrzyskim, w powiecie jędrzejowskim, w gminie Jędrzejów.
W latach 1975–1998 kolonia należała administracyjnie do województwa kieleckiego.